# Georgios Papasideris
Georgios Saranti Papasideris (græsk:Γέωργιος Παπασιδέρης; født 1875 i Koropi, død 1920) var en græsk kaster og vægtløfter, som deltog i de første moderne olympiske lege 1896 i Athen.
Papasideris stillede op i kuglestød ved OL 1896, og han blev nummer tre i konkurrencen med et kast på 10,36 m. Vinder blev amerikaneren Robert Garrett med 11,22 foran Miltiades Gouskos fra Grækenland med 11,03. Han deltog også i diskoskastkonkurrencen, men hans placering her er ukendt; han blev dog ikke blandt de fire bedste.
I vægtløftning kom han på en delt fjerdeplads sammen med tyske Carl Schuhmann; de løftede begge 90 kilo.